# 约尔格·明茨纳
约尔格·明茨纳（德語：Jörg Münzner，1960年7月14日—），奥地利前男子马术运动员。他曾代表奥地利参加1992年夏季奥林匹克运动会马术比赛，获得团体场地障碍赛银牌。